# PictoChat
PictoChat est un programme inclus avec la Nintendo DS. Il s'agit d'une manière de communication entre possesseurs de Nintendo DS et de Nintendo DSi; jusqu'à 16 utilisateurs peuvent entrer dans une des quatre salles. La Nintendo DS détecte automatiquement toutes les DS connectées dans une limite de 10 mètres. Il faut noter que dans le PictoChat de la Nintendo DSi, appuyer sur l’icône du crayon permet d'utiliser le crayon arc-en-ciel, crayon dont l'« encre » change constamment de couleur selon l'arc-en-ciel.
PictoChat est remplacé en 2011 par l'application Boîte aux lettres Nintendo sur Nintendo 3DS jusqu'au 31 octobre 2013, elle-même remplacée par PictoPoste en 2016, toujours sur Nintendo 3DS.

## Apparitions dans la sérieSuper Smash Bros.
Dans le jeu Super Smash Bros. Brawl, il existe un stage basé sur PictoChat. Un autre stage nommé PictoChat 2 apparaît Super Smash Bros. for Nintendo 3DS. Il n'est pas disponible sur la version Wii U du jeu. Une version HD de PictoChat 2 est proposée dans Super Smash Bros. Ultimate.